# Liste de ponts de la Haute-Saône
Liste de ponts de la Haute-Saône, non exhaustive, représentant les édifices présents et/ou historiques dans le département de la Haute-Saône, en France.

## Ponts de longueur supérieure à 100 m
Les ouvrages de longueur totale supérieure à 100 m du département de la Haute-Saône sont classés ci-après par gestionnaires de voies.

### Voie ferrée

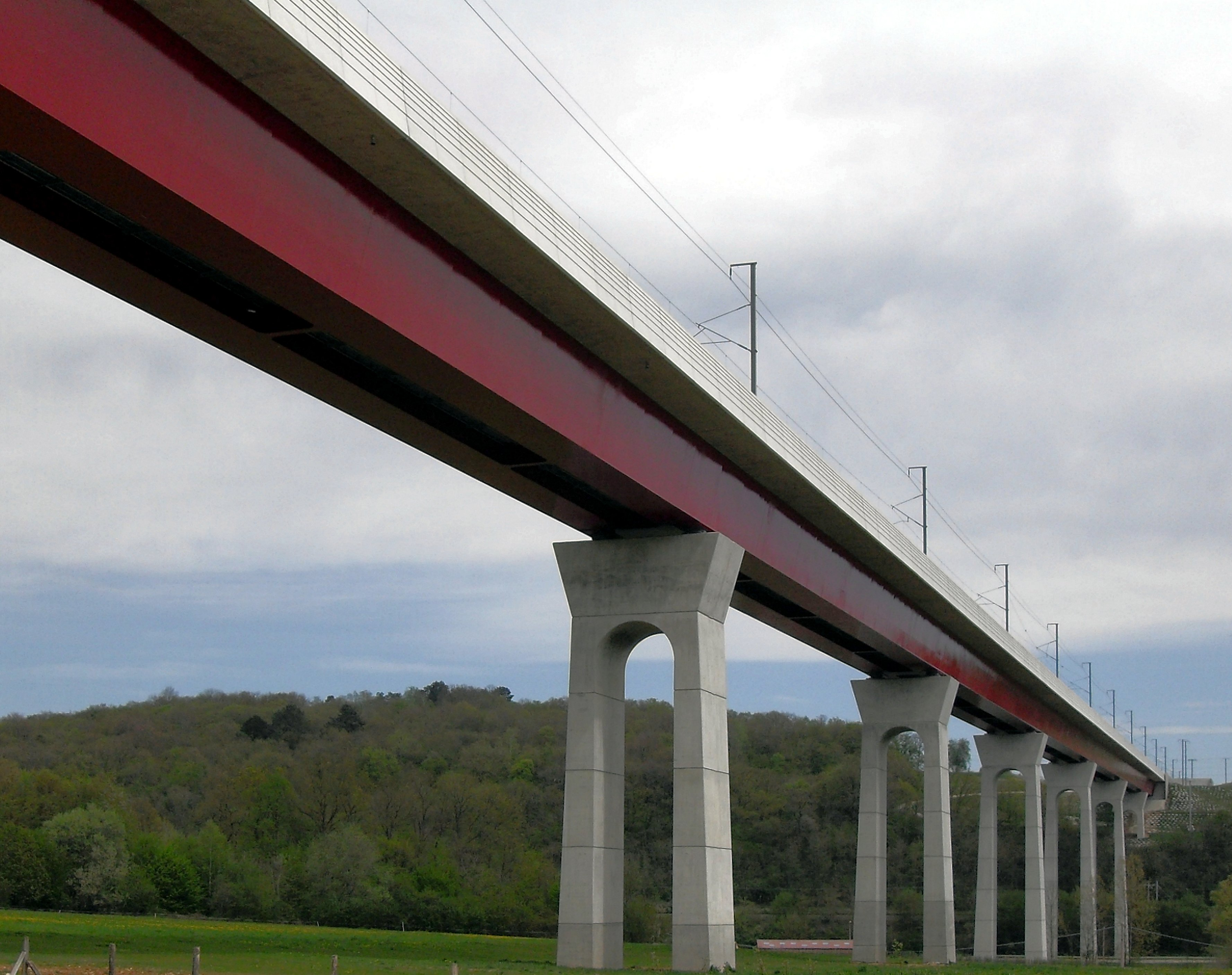
Viaduc de la Lizaine à Héricourt.

- Viaduc de la Lizaine (717 m)
- Viaduc de Corcelles (445 m)

### Routes nationales
- Viaduc de la Scyotte (190 m) sur la RN 19

## Ponts présentant un intérêt architectural ou historique
Les ponts de la Haute-Saône inscrits à l’inventaire national des monuments historiques sont recensés ci-après.
- Pont métallique sur la rivière La Lanterne[1] - Bourguignon-lès-Conflans - Mersuay  - XIXe siècle
- Pont[2] - Bucey-lès-Gy - XIXe siècle
- Pont[3] - Chevigney - XIXe siècle
- Pont de pierre[4] - Gray - XIVe siècle ; XVe siècle ; XVIe siècle ; XVIIe siècle ; XVIIIe siècle ; XIXe siècle
- Pont sur le ruisseau des Écoulottes - Gray - XVIIIe siècle ; XIXe siècle
- Pont suspendu - Gray - XIXe siècle
- Pont[5] - Marnay - XVIIIe siècle ; XIXe siècle
- Pont sur le Salon[6] - Montot - XVIIIe siècle
- Pont - Pesmes - XVIIIe siècle ; XIXe siècle ; XXe siècle
- Pont tournant sur le canal de l'Est - Selles - XIXe siècle

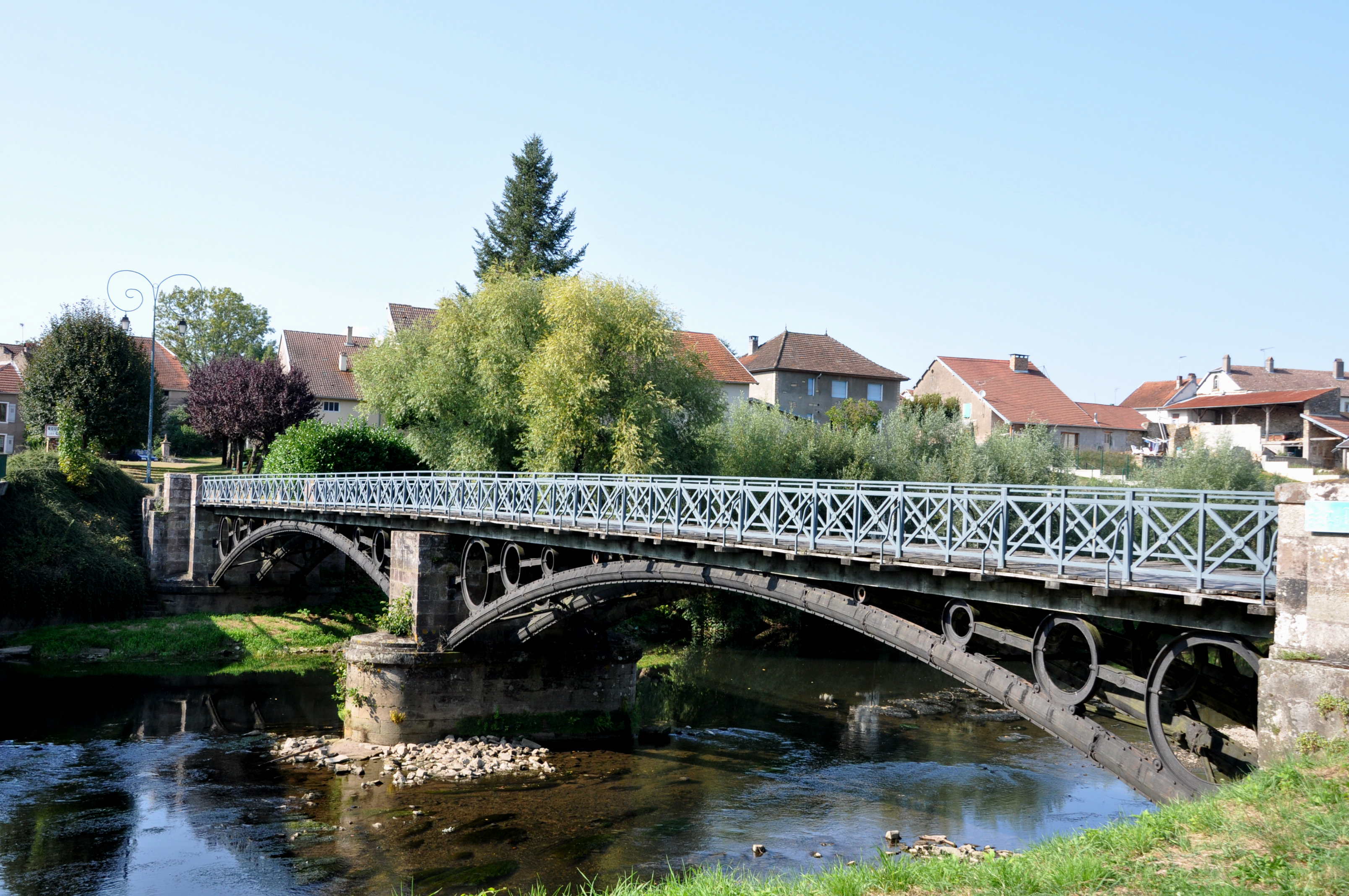
Pont métallique sur la Lanterne.
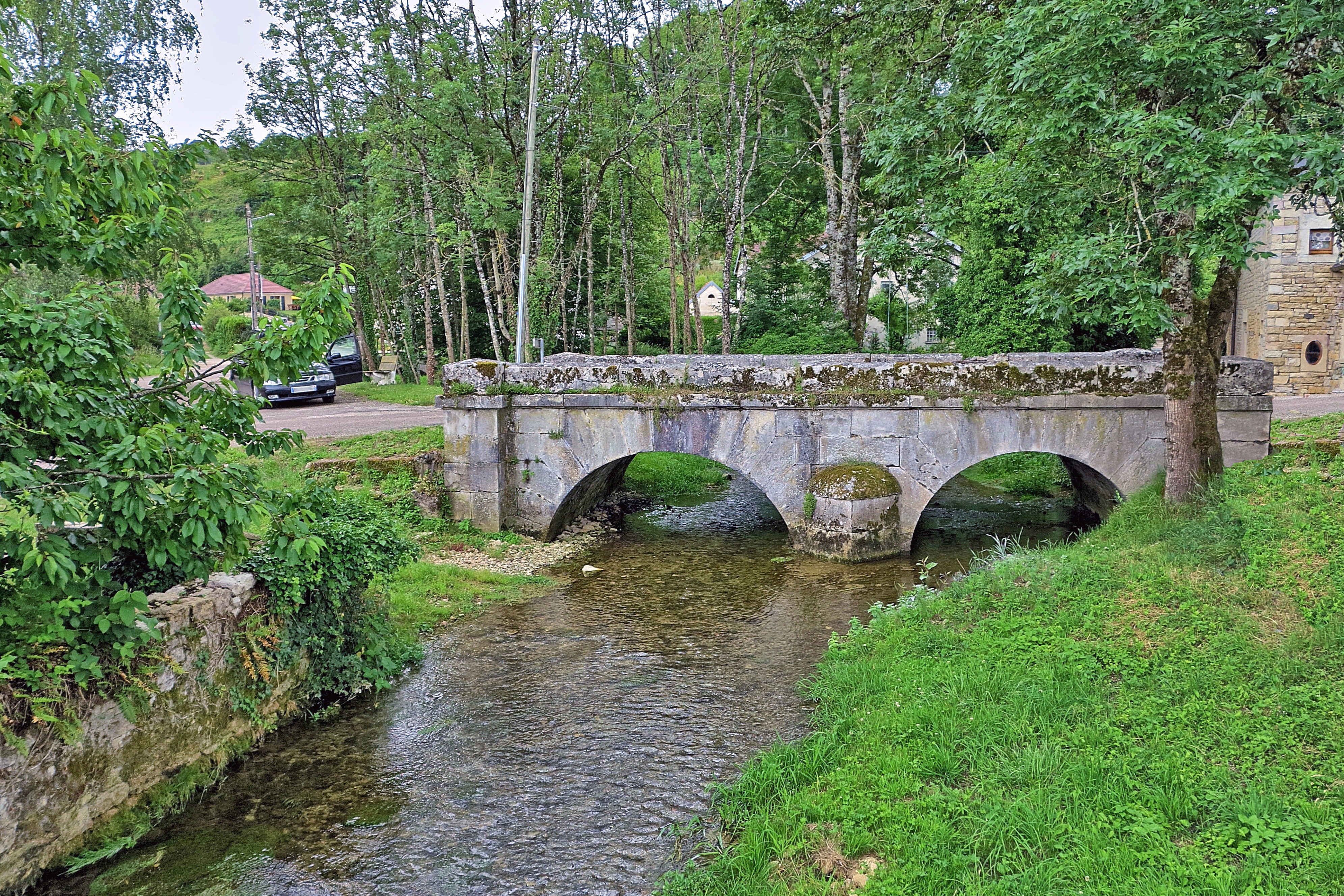
Le pont sur la Morthe à Bucey-lès-Gy.
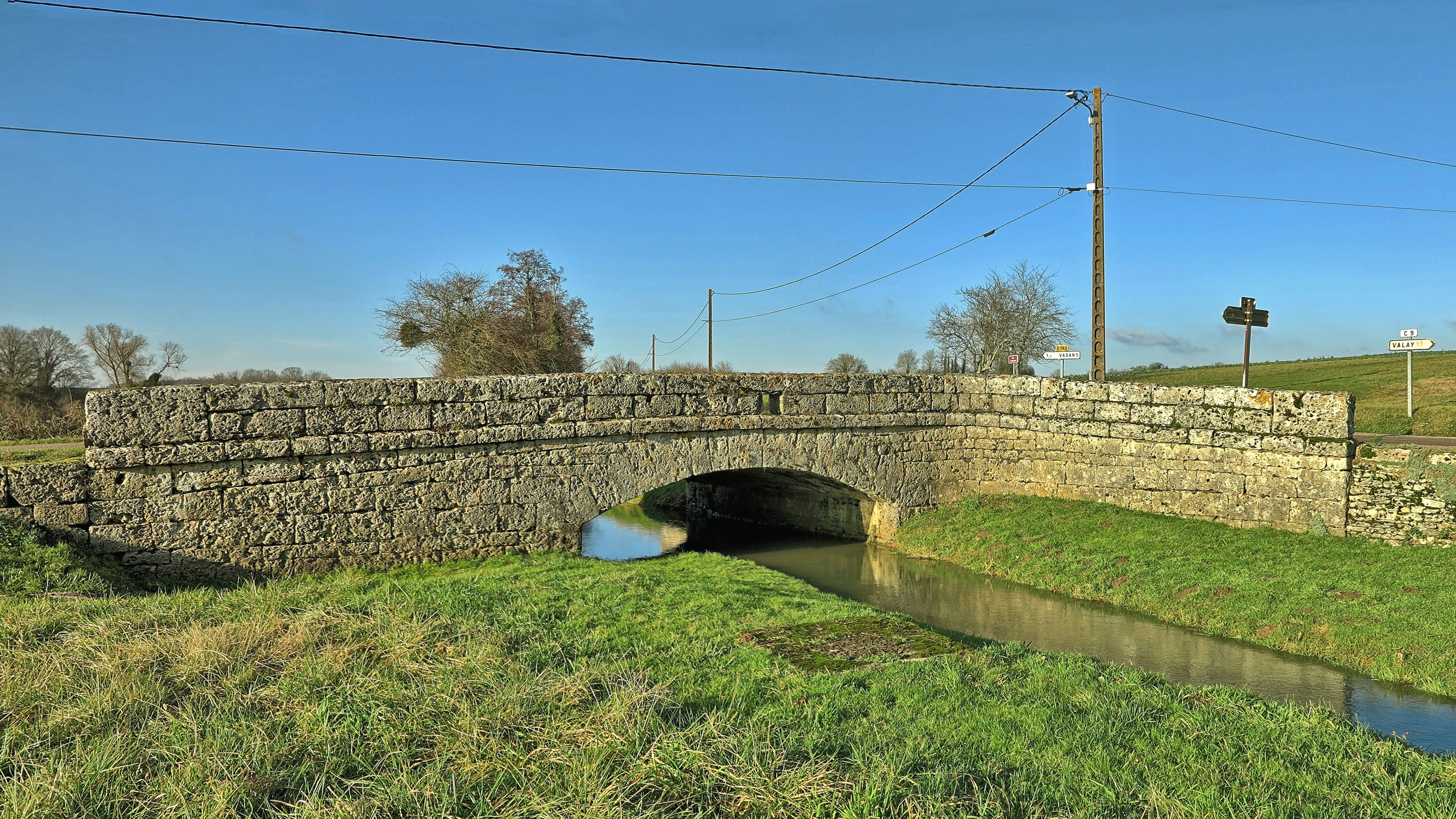
Le pont à Chevigney.
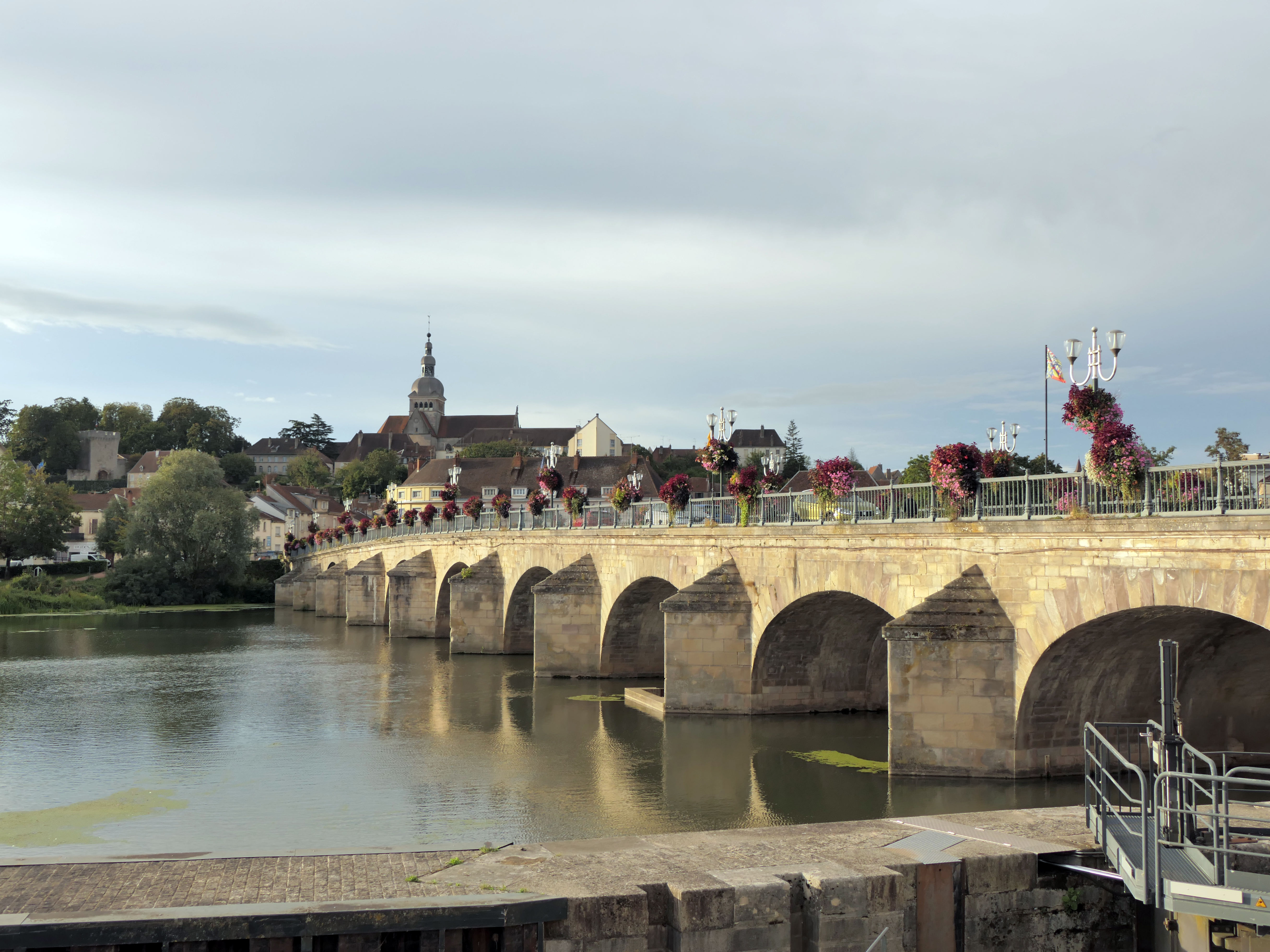
Le pont de pierre de Gray.
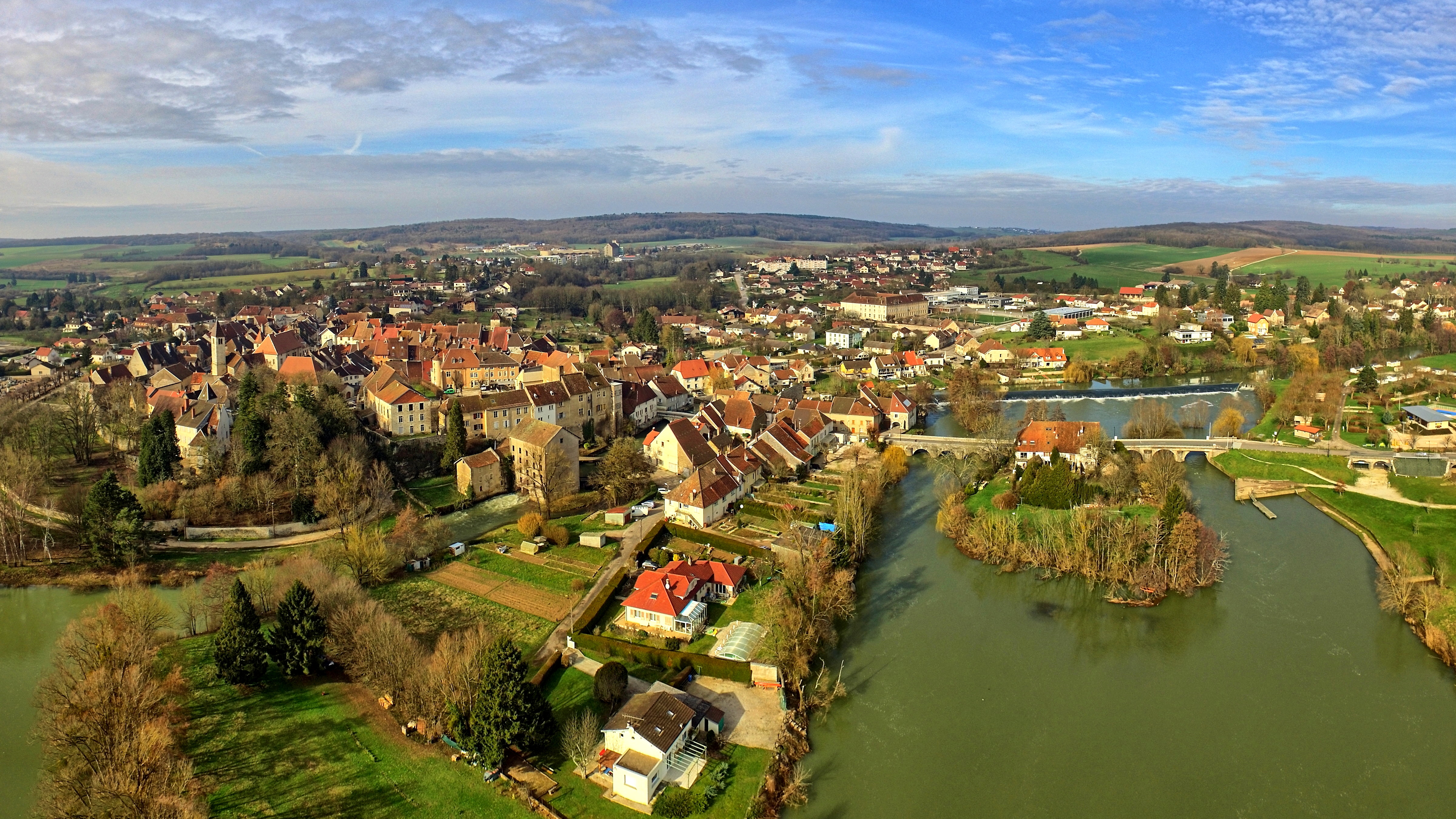
Les ponts sur l'Ognon à Marnay.
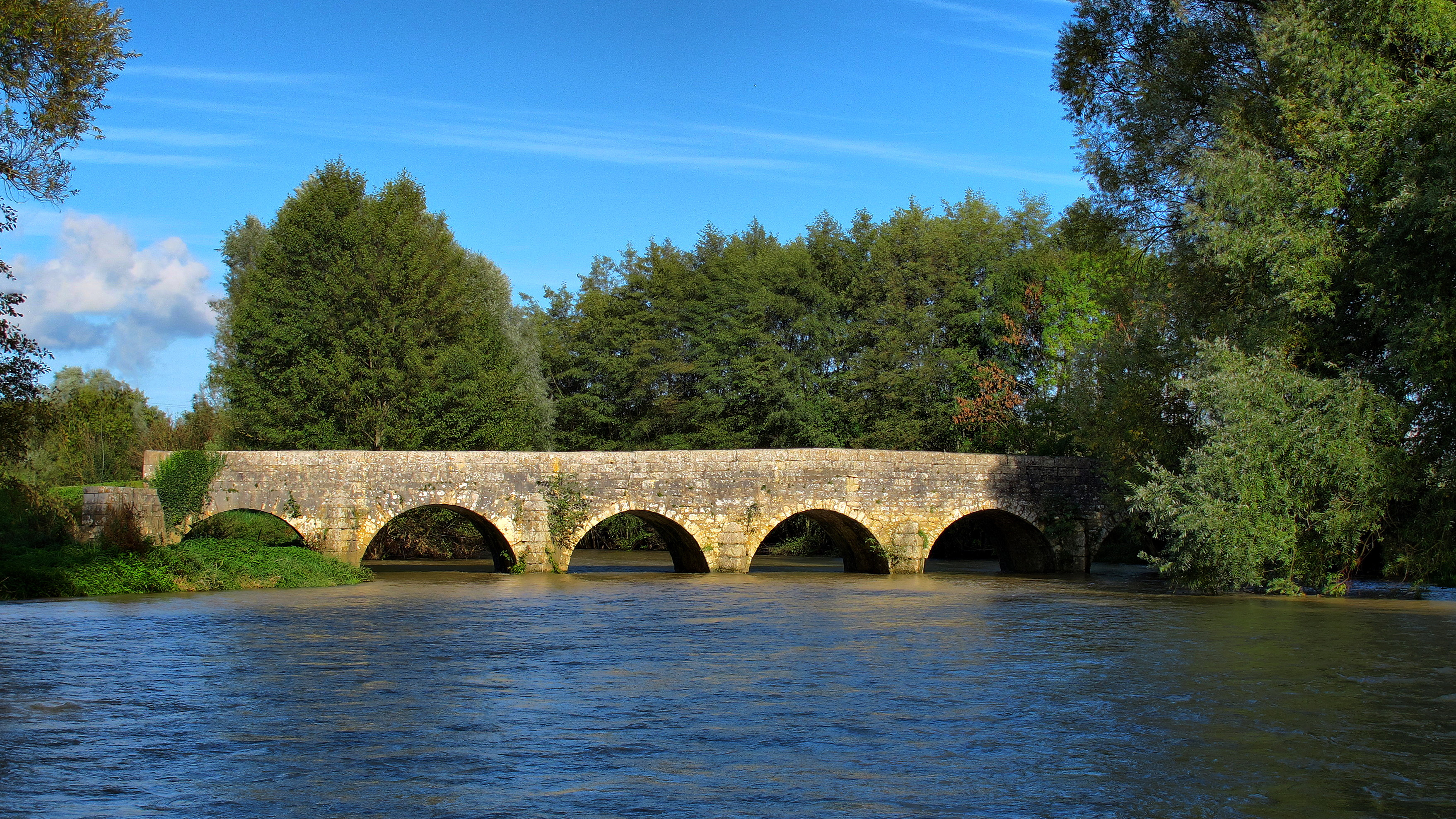
Pont sur le Salon à Montot.

## Sources
- Base de données Mérimée du Ministère de la Culture et de la Communication.